# Chùa đá Iksan Mireuksaji
Chùa đá Iksan Mireuksaji (tiếng Hàn Quốc: 익산 미륵사지 석탑, Hanja: 益山 彌勒寺址 石塔) nằm ở Mireuksaji (địa điểm chùa Mireuksa), Geumma-myeon, Iksan-si, Jeollabuk-do, là ngôi chùa đá lâu đời nhất còn sót lại ở Hàn Quốc. Chùa được chỉ định là bảo vật quốc gia thứ 11.
Ngôi chùa đá xây dựng vào năm 639 dưới thời vua Vũ vương, được gọi là kiểu nguyên thủy (始原形式) của chùa Bách Tế, theo nhiều cách, nó là điểm khởi đầu của toàn bộ chùa ở Hàn Quốc. Tại thời điểm tháo dỡ, ngôi chùa này có chiều cao 14,2m, là ngôi chùa đá lớn nhất ở Hàn Quốc, ước tính ban đầu là 9 tầng dựa trên các tài liệu còn tồn tại. Ngôi chùa đá này đã hiện thực hóa kiến trúc chùa gỗ bằng đá và phản ánh diện mạo và phong cách của chùa gỗ Bách Tế.